# Dogielina
Dogielina es un género de foraminífero bentónico de la subfamilia Tubinellinae, de la familia Hauerinidae, de la superfamilia Milioloidea, del suborden Miliolina y del orden Miliolida. Su especie tipo es Dogielina sarmatica. Su rango cronoestratigráfico abarca el Sarmatiense (Mioceno superior).

## Clasificación
Dogielina incluye a las siguientes especies:
- Dogielina sarmatica †
- Dogielina simnicaensis †
- Dogielina simplex †